# Henry Steven Hartmann
Henry Steven Hartmann (* 1826; † 1922 in der Schweiz) ist eine fiktive Figur des Autors Jürgen Thorwald, die in den Büchern „Das Jahrhundert der Chirurgen“ und der Fortsetzung „Das Weltreich der Chirurgen“ als Ich-Erzähler und wichtigste Quelle auftritt. Thorwald gibt vor, die Bücher beruhten auf den Aufzeichnungen Hartmanns, eines US-amerikanischen Chirurgen und Großvaters mütterlicherseits des Autors.

## Fiktive Biographie
Hartmann studiert an der Harvard-Universität in Boston, Massachusetts, Medizin und spezialisiert sich auf Chirurgie. Er ist am 27. Januar 1845 Augenzeuge des ersten fehlgeschlagenen Versuchs einer Lachgasnarkose im Massachusetts General Hospital in Boston unter Horace Wells und wohnt am 16. Oktober 1846 im demselben, heute als Äther-Dom bekannten Auditorium der ersten erfolgreichen Durchführung einer Äthernarkose unter William T.G. Morton bei. Hartmann beschließt daraufhin im Zuge des allgemeinen Enthusiasmus für die Narkose, ihren Siegeszug durch die Welt mitzuerleben und reist zunächst nach Europa.
Dort sucht er Robert Liston in London auf, der bereits am 21. Dezember 1846, wenige Tage nach Hartmanns Ankunft, die erste Beinamputation unter Äthernarkose in Europa vornimmt. Noch im selben Jahr führt James Young Simpson, Professor der Geburtshilfe in Edinburgh, erfolgreich eine Entbindung unter Narkose durch und setzt sich später für die Chloroformnarkose ein. Hartmann, der neben seiner Muttersprache Englisch auch Deutsch und Französisch spricht, gibt nun seine ärztliche Tätigkeit auf und wird mit den finanziellen Mitteln seines begüterten Vaters zum Reisenden in Sachen Narkosefortschritt. Er erlebt die grenzenlose Naivität, mit der sich jetzt Chirurgen in ganz Europa ohne Kenntnisse der Asepsis an jeden erdenklichen Eingriff wagen und zahllose Todesfälle durch Kontaktinfektionen wie Wundbrand, Sepsis und Kindbettfieber verursachen.
1854 begegnet Hartmann während des Krimkriegs der Krankenschwester Florence Nightingale, die im Auftrag der britischen Regierung im Militärlazarett von Skutari eine erste straff geführte Verwundetenpflege leitet und damit den organisierten Sanitätsdienst begründet. Im Amerikanischen Bürgerkrieg nimmt Hartmann auf Seiten der Potomac-Armee seine chirurgische Tätigkeit wieder auf und setzt danach seine Reisen fort.
Hartmann berichtet über die Pionierleistungen auf nahezu allen Gebieten der Chirurgie, Operationen, die vor Entdeckung der Schmerzbetäubung als undurchführbar galten: vom Steinschnitt über die plastische Chirurgie bis zur Geburtshilfe und dem Kaiserschnitt; von der Fisteloperation über die frühzeitige Entfernung des entzündeten Blinddarms bis zur Herzchirurgie. Er bereist auch Afrika und Indien, um die chirurgischen Traditionen dieser Kontinente zu erforschen. Hartmann begegnet im Laufe seines Lebens fast allen Größen, die die Entwicklung der europäischen Chirurgie im ausgehenden 19. und beginnenden 20. Jahrhundert beeinflusst haben, von James Young Simpson, dem glühenden Verfechter der Chloroformnarkose über Joseph Lister, den Pionier der Asepsis bis zu Theodor Billroth, der den Standard der Magenchirurgie begründete; von Jean Civiale, dem ersten erfolgreichen Techniker der Blasen- und Nierensteinentfernung bis Edoardo Porro (1842–1902), Retter vieler Mütter durch die Anwendung des Kaiserschnittes; von Robert Koch, nach Louis Pasteur der Entdecker der krankheitserregenden Keime bis Ludwig Rehn, der die erste Naht am offenen Herzen legte.
1876 verliert Hartmann seinen fünfjährigen Sohn Thomas durch eine Blinddarmentzündung, die damals noch als inoperabel galt; seine Ehefrau Susan stirbt 1881 an einem Magenkarzinom, dessen Operation durch Theodor Billroth zum Zeitpunkt ihres Todes nur knapp vor dem Durchbruch stand. Hartmann selbst muss fünf Operationen über sich ergehen lassen in einer Zeit, die ihm zwar den Operationsschmerz durch die Narkose bereits erspart, in der aber das Risiko, an einer Wundinfektion zu sterben, noch lange nicht gebannt ist. Thorwald lässt Hartmann in einem mehr als fünfzigjährigem Reiseleben alle entscheidenden Stationen der chirurgischen Entwicklung persönlich miterleben und dokumentieren, von der Entdeckung der Schmerzbetäubung über die Entwicklung der Asepsis bis zum Eingriff am offenen Herzen. Hartmann stirbt 1922 in der Schweiz an einem Herzinfarkt.